# Amadou Sanyang
Amadou Sanyang (Bakau, 1º agosto 1991) è un ex calciatore gambiano, di ruolo centrocampista.

## Palmarès

### Club
- Canadian Championship: 2

Toronto FC: 2009, 2010
- Lamar Hunt U.S. Open Cup: 1

Seattle Sounders: 2011